# O Misantropo

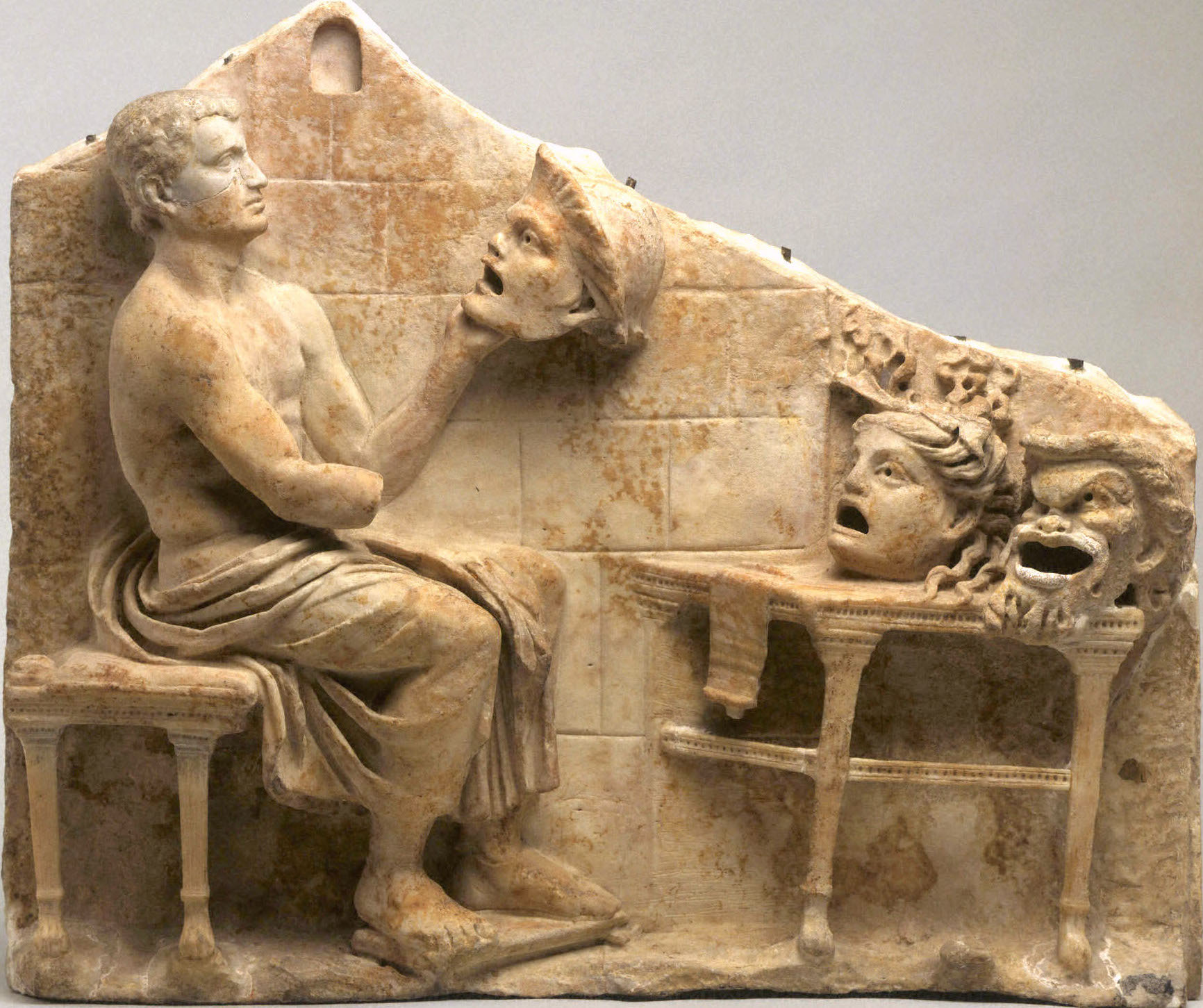
Relevo romano de um poeta sentado (Menandro) com máscaras da Nova Comédia no Princeton Art Museum.

O Misantropo ou O Díscolo (do grego: Δύσκολος, Dyskolos) é uma peça de Menandro que foi encenado no ano de 318 a.C. nas Leneanas e o seu autor tinha somente 25 anos e, apesar da pouca idade, conquistou o primeiro lugar.
O Misantropo inspirou a peça homónima de Molière, criada em 1666.

## Enredo
A única peça do autor encontrada na íntegra versa sobre um homem que vive sozinho com sua filha. Seu nome é Cnémon. A mãe desta menina que, ao se casar, já tinha um filho de uma união anterior — Górgias —, deixou o misantropo logo após o nascimento da filha por causa da personalidade intratável dele. Um jovem rico (Sóstrato) apaixona-se pela moça e tenta casar-se com ela, pedindo-lhe a mão ao pai. Este se opõe ao casamento. Sóstrato então conhece Górgias e com ele faz amizade. Górgias, no entanto, nada pode fazer para ajudar seu amigo. A oportunidade de mudar surge quando Cnémon cai acidentalmente em um poço e é ajudado por Górgias. O misantropo, então, comovido pela ajuda desinteressada, cede a mão da filha a Sóstrato. Górgias casa-se com a irmã de Sóstrato e o misantropo redime-se de seu caráter.

## Análise
Esta peça pertence, como já foi dito, à juventude de Menandro. Ela não representa ainda o esplendor de seu estilo. O que caracteriza a obra, assim como toda a criação da nova comédia, é a estereotipação dos elementos da sociedade.
Em O Misantropo, vemos também valores ligados a uma concepção racionalista de política social. A data da encenação desta peça coincida com o início do governo do tirano Demétrio de Falero, em Atenas. Menandro era grande amigo deste tirano. Demétrio acreditava poder levar a cabo uma reforma de costumes em Atenas. Sua ideia era estimular os casamentos entre pessoas de poucas posses com pessoas abastadas, visando assim consolidar uma classe média que manteria a harmonia cultural, social e política da cidade.

## Traduções
Há uma tradução em português (a primeira) feita por Mário da Gama Kury, diretamente do grego, em A Paz - Aristófanes / O Misantropo - Menandro, publicada em 1968 pela Edições de Ouro.